# زبيد (شبام)

'

تعديل مصدري - تعديل

زبيد هي إحدى قرى عزلة شبام بمديرية شبام التابعة لمحافظة حضرموت، بلغ تعداد سكانها 373 نسمة حسب تعداد اليمن لعام 2004.